# Săcel, Hunedoara
Săcel este un sat în comuna Sântămăria-Orlea din județul Hunedoara, Transilvania, România.

## Monumente istorice
- Castelul Nopcsa

## Imagine

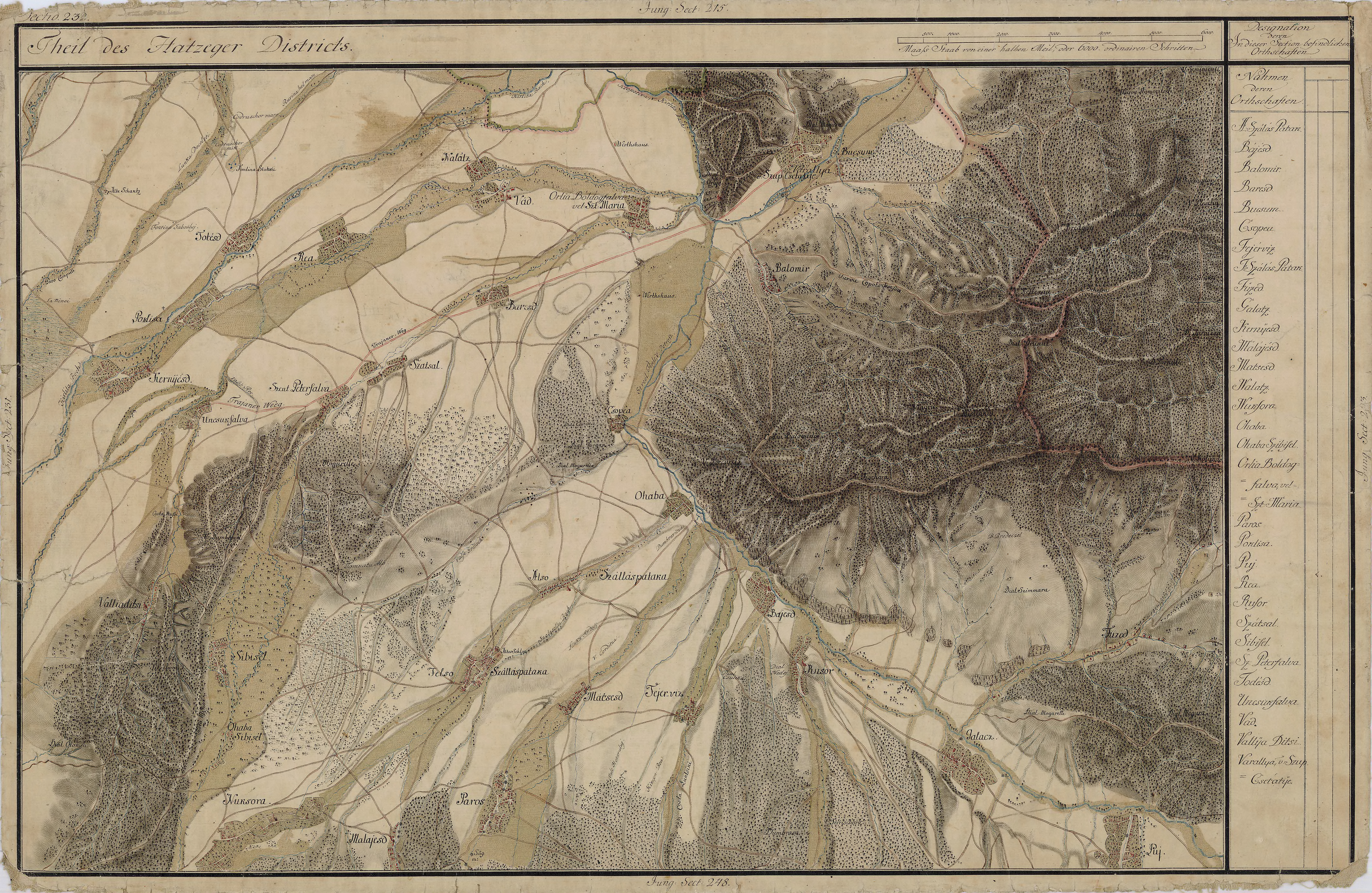
Săcel în Harta Iosefină a Transilvaniei, 1769-1773
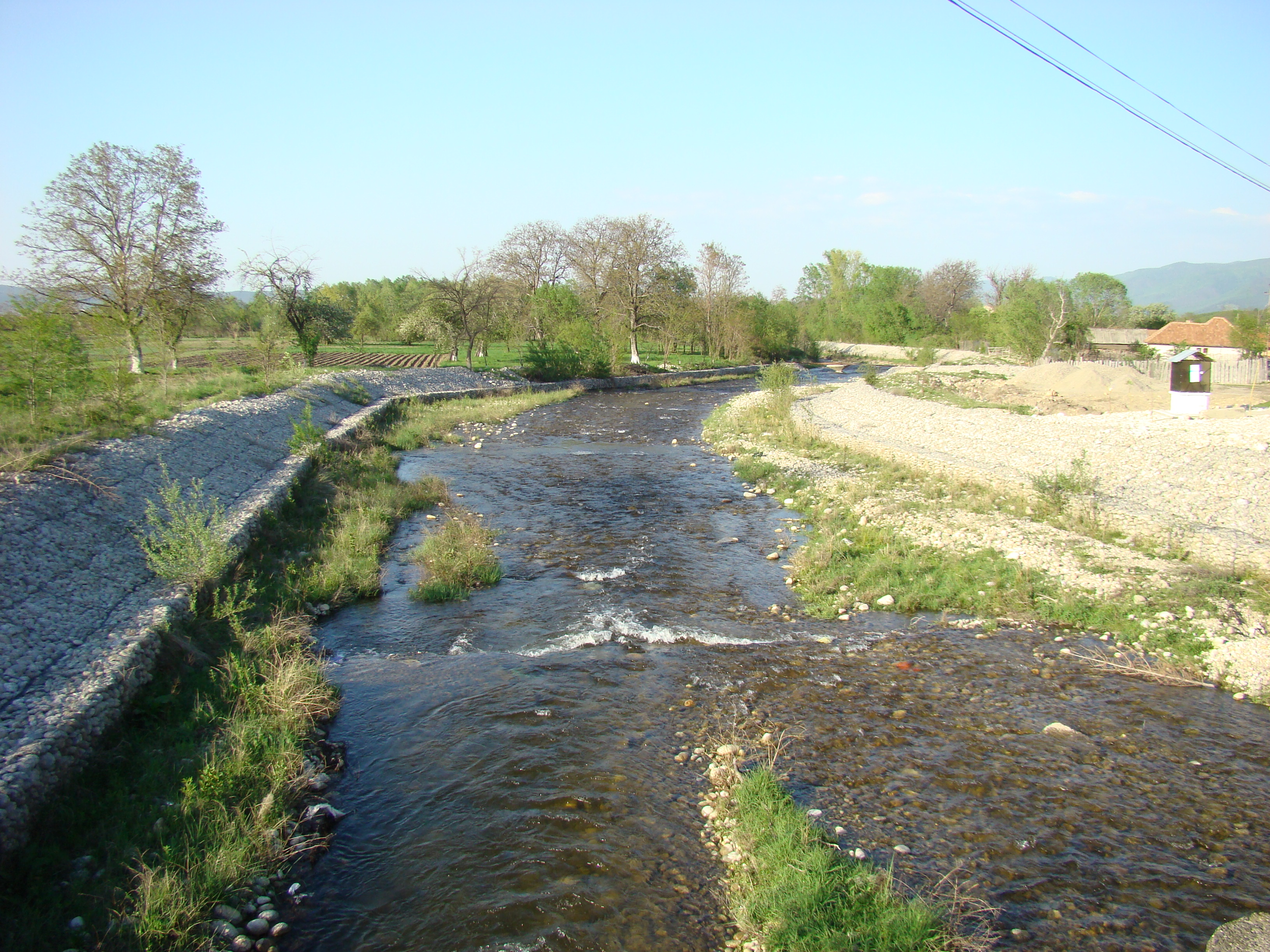
Râul Sibișel trecând prin Săcel